# 幌泉郡
- 令制国一覧 > 北海道 (令制) > 日高国 > 幌泉郡
- 日本 > 北海道 > 日高振興局 > 幌泉郡

北海道幌泉郡の位置（黄：えりも町）

幌泉郡（ほろいずみぐん）は、北海道（日高国）日高振興局の郡。
人口3,965人、面積284km²、人口密度14人/km²。（2025年6月30日、住民基本台帳人口）
以下の1町を含む。
- えりも町（えりもちょう）

## 郡域
1879年（明治12年）に行政区画として発足して以来、郡域は上記1町のまま変更されていない。

## 歴史

### 郡発足までの沿革
江戸時代に入ると、1669年（寛文9年）松前藩の藩士、蛎崎蔵人が商場知行制による商場を開き、これは後に場所請負制に移行し幌泉場所となる。当初は油駒（現在の東洋地区、アブラコ＝あいなめの多い場所の意）に置かれ、のち幌泉（現在の本町地区）に移る。幌泉の名は襟裳岬のアイヌ語名（ポロ・エンルム＝大きい岬）に由来するとされ、漢字表記は幌泉のほかに保呂泉、保老泉、縨泉などが見られる。なお、幕府の通辞だった上原熊次郎は著作の「蝦夷地名考并里程記」（1824年）で、ポン・エンルム＝小さい岬にちなむと記しており、現在の本町大和の砂崎を指すとみられる。
陸上交通は渡島国の箱館から道東や千島国方面に至る道（国道336号の前身）の途上であったが、様似から広尾に至る幌泉郡域では日高山脈が太平洋に落ち込み、形成する断崖絶壁が連続する海岸が旅人を悩ませ、蝦夷地随一の難所とされた。1799年（寛政11年）蝦夷地取締御用大河内善兵衛政寿が、普請役最上徳内と中村小一郎に命じ、歌別（コロップ） - 猿留（サルル、現在の目黒地区）間に道程7里（28キロ）の猿留山道を開削し、西のシャマニ山道、前年に整備された東のルベシベツ山道（広尾 - 猿留の一部）と接続させた。山道には中継地点としてモセウシナイ、アフツ、カルシコタン小休所が設けられ、開通翌年には伊能忠敬が測量を実施し（そのため彼は、襟裳岬には立ち寄っていない）、後に松浦武四郎なども通行している。
猿留山道開削の年、幌泉場所は天領とされ、江戸時代後期、東蝦夷地に属していた。1806年（文化3年）庶野村の悲恋沼周辺にある一石一字塔（いっせきいちじとう）が建てられる。 これは、えりも岬周辺海域は古来より遭難事故が多く、村民たちが供養のために建てたもの。1814年（文化11年）住吉山に住吉神社が、また、漁場請負人嶋屋佐兵衛によって小越村襟裳岬の巌上に襟裳神社の前身の稲荷神社がそれぞれ創建されている。1821年（文政4年）いったん松前藩領に復すものの、1855年（安政2年）再び天領となり、仙台藩が警固をおこなった。戊辰戦争（箱館戦争）終結直後の1869年、大宝律令の国郡里制を踏襲して幌泉郡が置かれる。

### 郡発足以降の沿革

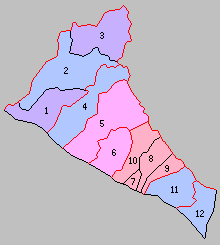
北海道一・二級町村制施行時の幌泉郡の町村（12.幌泉村 青：区域が発足時と同じ町村）

- 明治2年8月15日（1869年9月20日） - 北海道で国郡里制が施行され、日高国および幌泉郡が設置される。開拓使が管轄。
- 明治5年
  - 4月9日（1872年5月15日） - 全国一律に戸長・副戸長を設置（大区小区制）。
  - 10月10日（1872年11月10日） - 4月に設置された区を大区と改称し、その下に旧来の町村をいくつかまとめて小区を設置（大区小区制）。
- 明治9年（1876年）9月 - 従来開拓使において随意定めた大小区画を廃し、新たに全道を30の大区に分ち、大区の下に166の小区を設けた。

- 第23大区
  - 5小区 ： 近呼村、笛舞村、幌泉村、歌別村、歌露村、油駒村、小越村、庶野村、猿留村

- 明治12年（1879年）7月23日 - 郡区町村編制法の北海道での施行により、行政区画としての幌泉郡が発足。
- 明治13年（1880年）3月 - 浦河郡外十郡役所（浦河三石様似幌泉広尾当縁十勝中川河西河東上川郡役所）の管轄となる。
- 明治15年（1882年）2月8日 - 廃使置県により札幌県の管轄となる。幌泉村（戸長役場所在地）、近呼村、笛舞村、歌別村、歌露村、油駒村、小越村、庶野村、猿留村の9村が存在。戸長役場は様似郡誓内村・幌満村も管轄。
- 明治19年（1886年）1月26日 - 廃県置庁により北海道庁札幌本庁の管轄となる。
- 明治20年（1888年）6月 - 浦河郡外六郡役所（浦河三石様似幌泉沙流新冠静内郡役所）の管轄となる。
- 明治30年（ 1897年）11月5日 - 郡役所が廃止され、浦河支庁の管轄となる。
- 明治39年（1906年）4月1日 - 北海道二級町村制の施行により、幌泉村、油駒村、小越村、庶野村、猿留村、近呼村、笛舞村、歌露村、歌別村の区域をもって幌泉村（二級村）が発足。（1村）
- 昭和7年（1932年）8月15日 - 浦河支庁が改称して日高支庁となる。
- 昭和18年（1943年）6月1日 - 北海道一・二級町村制が廃止され、北海道で町村制を施行。二級町村は指定町村となる。
- 昭和21年（1946年）10月5日 - 指定町村を廃止。
- 昭和22年（1947年）5月3日 - 地方自治法の施行により北海道日高支庁の管轄となる。
- 昭和34年（1959年）1月1日 - 幌泉村が町制を施行して幌泉町となる。（1町）
- 昭和45年（1970年）10月1日 - 幌泉町が改称してえりも町となる。
- 平成22年（2010年）4月1日 - 日高支庁が廃止され、日高振興局の管轄となる。